# 巴拉尼夫卡 (特諾皮爾州)
49°28′28″N 24°59′58″E / 49.47444°N 24.99944°E
巴拉尼夫卡（烏克蘭語：Баранівка）是位於烏克蘭西南部的村莊，由特諾皮爾州特諾皮爾區的貝雷扎尼市鎮負責管轄。該村始建於1469年，面積0.58平方公里，海拔高度277米，2014年人口216，人口密度每平方公里431人。